# Akita

Mapa da prefeitura de Akita

A Prefeitura de Akita (秋田県, Akita-ken) é uma prefeitura localizada na região Tohoku, no norte da ilha de Honshu, Japão. Sua capital é a cidade de Akita.

## História
O território da atual prefeitura de Akita foi formado das antigas províncias de Dewa e Mutsu.
Separada dos principais centros comerciais, políticos e populacionais japoneses por centenas de quilômetros e as Montanhas de Ōu e Dewa pelo leste, Akita permaneceu isolada do resto da sociedade japonesa até depois de 600 d.c. Akita era uma região de caçadores e principalmente de tribos nômades.
O primeiro registro histórico do que é hoje a província de Akita data do ano de 658, quando o Abe no Hirafu conquistou as tribos nativas de Ezo onde ficam hoje as cidades de Akita e Noshiro. Hirafu, então governardor da província de Koshi (a parte noroeste da ilha de Honshu que margeia o Mar do Japão), estabeleceu uma fortaleza no Rio Mogami, e assim começou o assentamento da região.
Em 733, um novo assentamento militar – depois chamado de Castelo de Akita – foi construído onde hoje se localiza a cidade de Takashimizu, e mais ruas e estruturas permanentes foram desenvolvidas. A região era usada como base de operações do Império Japonês após expulsar o povo Ezo do noroeste de Honshu.
Ela mudou de mãos algumas vezes. Durante o Shogunato Tokugawa, foi apropriada pelo clã Satake, que dominou a região por 260 anos, durante o período Edo desenvolvendo a agricultura e a indústria de mineração que ainda são predominantes hoje. Durante esse período, foi considerada como uma parte da província de Dewa. Em 1871, durante a Restauração Meiji, a província de Dewa foi reformulada, passando de um domínio Han para a prefeitura que permanece até hoje.→
A famosa poetisa de waka do Período Heian, Ono no Komachi, supostamente nasceu na cidade de Yuzawa, vila de Ogachi, localizada na região sudeste da prefeitura.

## Geografia

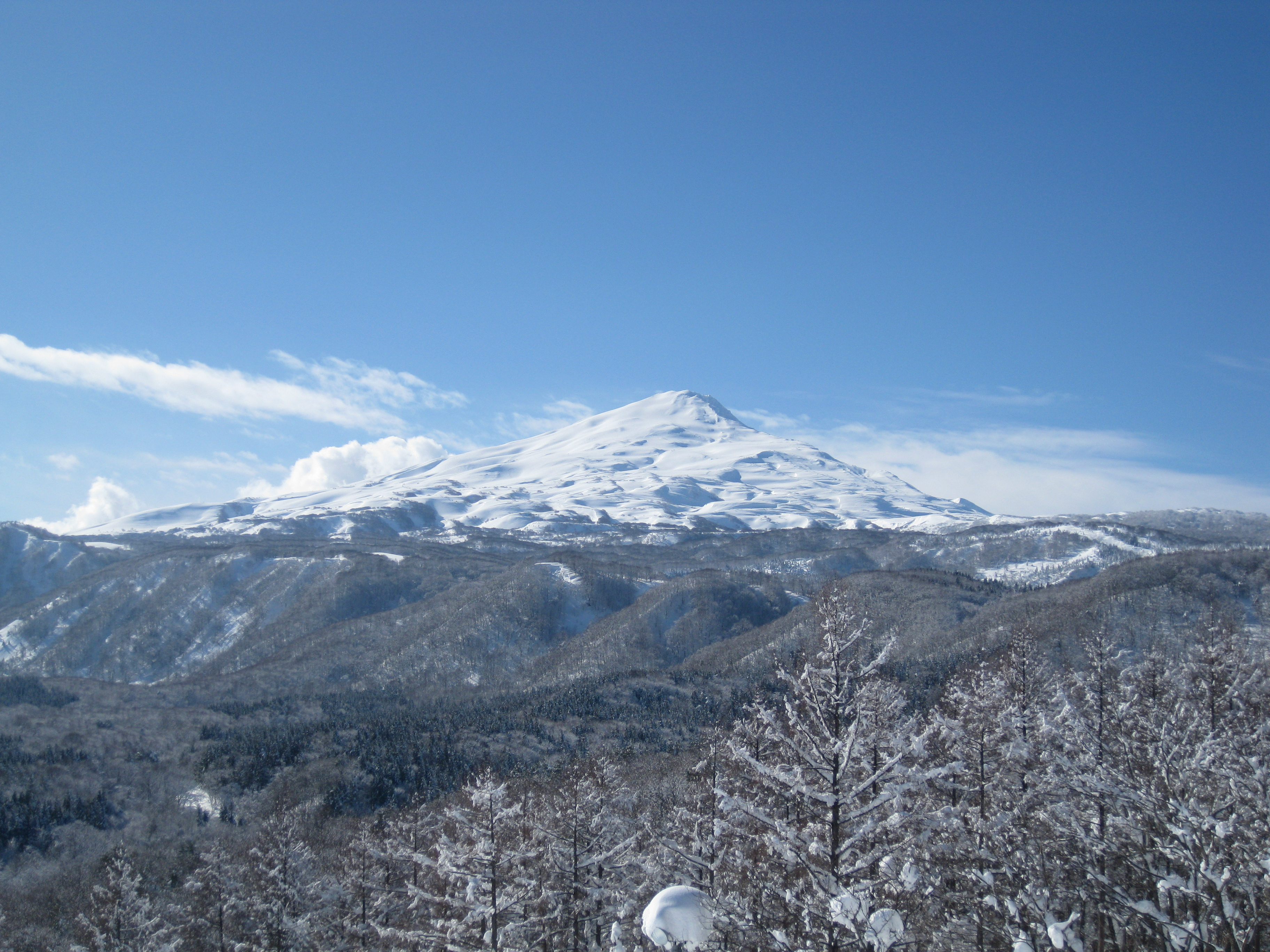
Monte Chokai

Localizada na região norte de Honshu, a prefeitura de Akita está voltada para o Mar do Japão no oeste e faz fronteira com outras quatro prefeituras: Aomori no norte, Iwate no leste, Miyagi no sudeste, e Yamagata no sul.
A prefeitura de Akita tem uma forma retangular, medindo aproximadamente 181 quilômetros de norte a sul e 111 quilômetros de leste a oeste. As Montanhas de Ou marcam a fronteira a leste da prefeitura, e as Montanhas de Dewa correm paralelamente ao centro da prefeitura. Assim como a maior parte do norte do Japão, Akita tem invernos frios, principalmente em lugares longe do mar.
A Península de Oga é uma região de destaque no litoral.

### Cidades
Em negrito, a capital da prefeitura.
| - Akita - Daisen - Katagami - Kazuno | - Kitaakita - Nikaho - Noshiro - Oga | - Odate - Senboku - Yokote - Yurihonjo | - Yuzawa |

### Distritos
| - Distrito de Kazuno - Distrito de Kitaakita - Distrito de Minamiakita | - Distrito de Ogachi - Distrito de Senboku - Distrito de Yamamoto |

## Economia
Assim como a maior parte da região de Tohoku, a economia de Akita permanece dominada pelas indústrias tradicionais, tais como agricultura, pesca e indústria madeireira. Isso levou muitos jovens a migarem para Tóquio e outras cidades grandes. A prefeitura de Akita é a que mais sofre com o decréscimo de sua população; é uma das quatro prefeituras no Japão que registram declínios populacionais desde 1945. Ela também tem a menor porcentagem de crianças em relação a sua população, com 11,2%. Em 2010, tinha uma população de pouco mais de 1 milhão de habitantes.

## Cultura
Akita é famosa por sua produção de arroz e sake. É conhecida por ser a maior consumidora de sake do Japão, e por ser onde se originou a raça de cachorro Akita Inu, que leva o nome da prefeitura. As mulheres da região, conhecidas como Akita bijin (秋田美人, 'beldades de Akita'), também ganharam fama por suas peles brancas, faces arredondadas e vozes altas, tudo que é considerado altamente desejado. Ono no Komachi é um famoso exemplo de Akita bijin.

## Comida

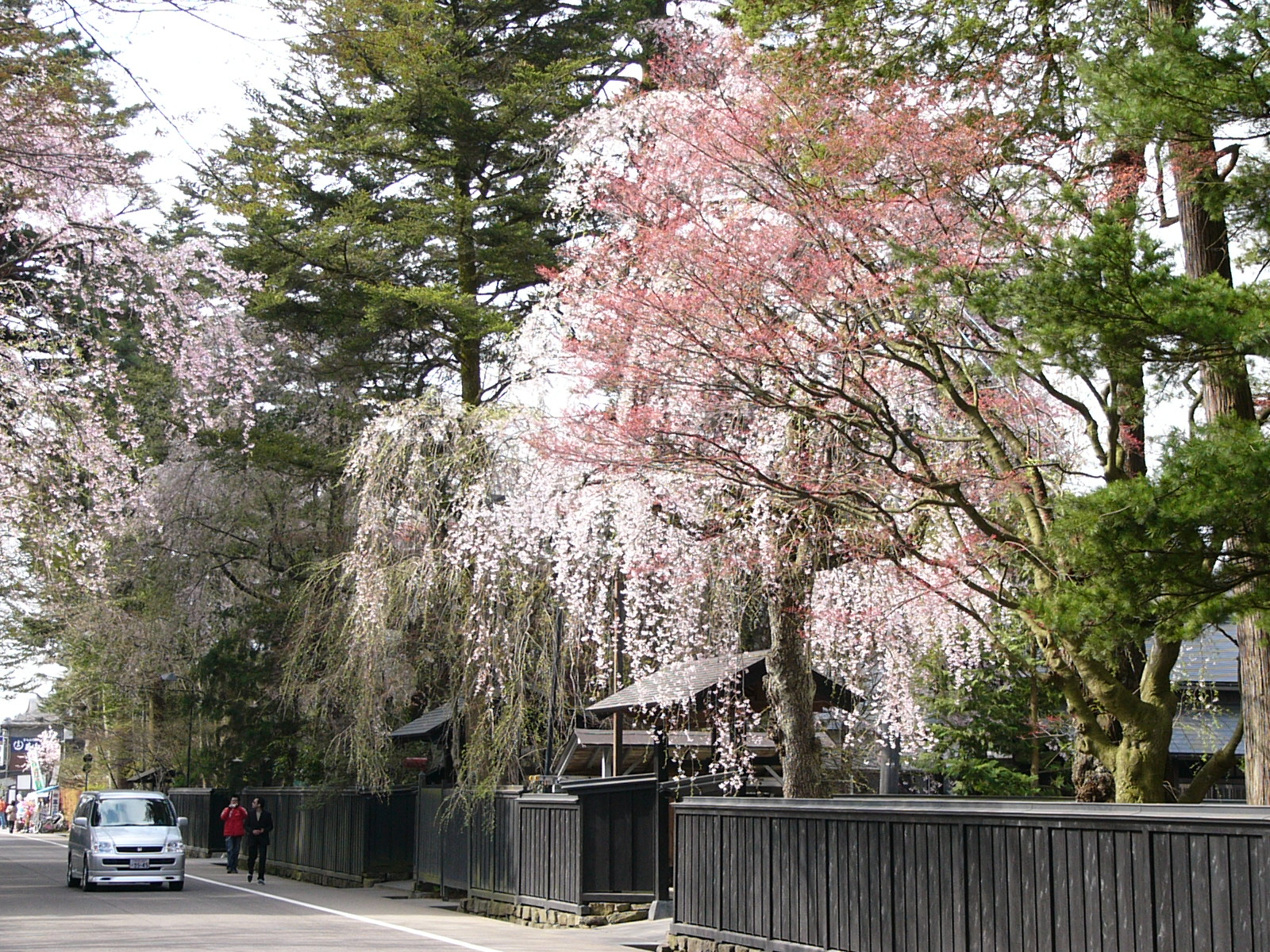
Casa de um samurai em Kakunodate.

- Kiritanpo Nabe
- Gakko[9]
- Arroz - Akita komachi
- Sake

## Turismo
Nas redondezas do Lago Tazawa, há um grande número de fontes de águas termais (onsen) que são muito populares entre os turistas de todo o Japão.
A prefeitura proporciona ainda um conjunto de festas sazonais (matsuri) representativas das tradições rurais japonesas. Alguns exemplos famosos são o Akita Kanto, o Festival de fogos de artifício Omagari, o Festival de Namahage e o Festival de Yokote Kamakura.
Kakunodate é uma antiga vila, conhecida como pequena Quioto, muito apreciada pelas casas de samurais bem preservadas. A casa Aoyagi é a antiga residência de Odano Naotake, o homem que ilustrou o primeiro compêndio moderno de anatomia humana — hoje é um museu e galeria de ilustrações médicas e artefactos tradicionais.
A partir de 2009, Akita passou a ser um grande pólo de turismo coreano depois que Iris, um seriado coreano, gravou algumas cenas em Akita, mais especificamente no Lago Tazawa e no Aquário de Oga.